# 웨딩 데이트
《웨딩 데이트》(영어: The Wedding Date)는 미국에서 제작된 클레어 킬너 감독의 2005년 로맨틱 코미디 영화이다. 데브라 메싱, 더멋 멀로니, 에이미 애덤스 등이 출연하였고, 제시카 벤딩거 등이 제작에 참여하였다.

## 줄거리
뉴욕에 사는 싱글 캣은 이부 여동생 에이미의 결혼식에 신부 들러리로 참석하게 된다. 캣은 신랑 들러리 대표를 맡은 전 약혼자 제프리에게 보여줄 심산으로 에스코트 서비스를 통해 남자친구 행세를 해줄 닉을 고용한다. 그러나 캣과 닉은 진심으로 서로를 좋아하기 시작한다.
결혼식 전날 밤 캣은 자신과 제프리가 교제하던 시절 에이미가 제프리와 잠자리를 가졌다는 걸 알게 된다. 2년 전에 제프리가 갑자기 캣을 찼던 이유도 제프리가 에이미에게 빠졌기 때문이었다. 게다가 닉은 이 사실을 이미 알고도 캣에게 감추고 있었다. 캣은 모두에게 배신을 당했다고 느끼고 닉과 대화하길 거부한다.
닉은 캣에게 수고비를 돌려주고 미국으로 돌아가기로 결심하는데...

## 출연
- 데브라 메싱 - 캣 엘리스 역
- 더멋 멀로니 - 닉 머서 역
- 에이미 애덤스 - 에이미 엘리스 역
- 제러미 셰필드 - 제프리 역
- 잭 대븐포트 - 에드워드 "에드" 플레처우튼 역
- 세라 패리시 - TJ 역
- 피터 이건 - 빅터 엘리스 역
- 홀랜드 테일러 - 버니 엘리스 역
- 제이 사이먼 - 남자 승무원 역

## 기타 제작진
- 라인 제작: 메리 벳
- 배역: 칼 프록터
- 미술: 톰 버턴
- 의상: 루이즈 페이지